# Il ritorno (Conrad)
Il ritorno (The Return) è un racconto dello scrittore di lingua inglese Joseph Conrad pubblicato per la prima volta nel 1898.

## Trama
Alvan Hervey, giovane e benestante londinese, sposato da cinque anni con una donna bella, colta e ben introdotta in società, ritornato a casa trova un biglietto col quale la moglie lo avverte di essere andata via con un altro uomo. Poco dopo la moglie ritorna a casa dicendo di aver commesso un errore. Inizia quindi una discussione tra i due, diretta prevalententemente da Alvan, che teme soprattutto la perdita della rispettabilità che si sono entrambi guadagnati se l'accaduto fosse divulgato. Decide quindi di scendere a cena, accanto alla moglie, per chiudere la giornata nella stessa routine domestica con la quale è iniziata al mattino. Sorpreso tuttavia dal comportamento della moglie a tavola, che non mostra alcun segno di turbamento, perde progressivamente fiducia nella sincerità della donna. Dopo un'altra discussione in piena notte, lascia la casa, per non tornare più.

## Storia
Il ritorno apparve nella raccolta Tales of Unrest ("Racconti inquieti" o "Racconti dell'inquietudine" nelle edizioni in lingua italiana) assieme ad altri quattro racconti: Karain, un ricordo (Karain: A Memory), Gli idioti (The Idiots), Un avamposto del progresso (An Outpost of Progress) e La laguna (The Lagoon). Il ritorno è l'unico dei cinque racconti a non essere apparso precedentemente in riviste letterarie. Si pensa, tuttavia, che sia stato scritto, come gli altri, nel 1897, un periodo nel quale Conrad frequentava Henry James.
La morale del racconto è il fallimento del matrimonio, inteso come istituzione. Sono state viste ne Il ritorno influenze soprattutto da James, da Il ventaglio di Lady Windermere di Oscar Wilde e da Bel Ami di Maupassant. Il racconto lasciò sconcertati numerosi lettori, fu definito dall'editore e studioso di Conrad Ugo Mursia «uno dei più trascurati e insieme maltrattati dalla critica». Più tardi lo stesso Conrad, scrisse che aveva la sensazione che Il ritorno fosse «opera della mano sinistra», gli era costato «fatica, rabbia e delusione» e che detestava questo racconto («I hate it»).

## Edizioni
- (EN) Tales of Unrest, New York, Scribner's, 1898.
- Racconti inquieti, traduzione di Charis Cortese De Bosis, Milano, Alpes, 1930.
- Racconti inquieti, traduzione di Renato Prinzhofer, introduzione di Mario Curreli con una nota dell'Autore, Collana GUM nuova serie n.153, Milano, Mursia, 1990, ISBN 88-425-0539-0.
- Racconti dell'inquietudine, traduzione di e cura di Maura Maioli, Rimini, Guaraldi, 1996, ISBN 88-8049-087-7.
- Cuore di tenebra e altri racconti d'avventura (Contiene: Gli idioti, Un avamposto del progresso, La laguna, Karain: un ricordo, Il ritorno, Cuore di tenebra, Domani, Amy Foster, Il compagno segreto), traduzioni di Flaminio Di Biagi, introduzione di Bruno Traversetti, Biblioteca economica, Roma, Newton Compton, 2008, ISBN 978-88-541-1103-5. - Collana Racconti d'autore, Il Sole 24 Ore, Milano, 2012.
- Il ritorno, a cura di Benedetta Bini, con testo a fronte, Collana Letteratura universale. Elsinore, Venezia, Marsilio, 2016, ISBN 978-88-317-2417-3.

## Adattamenti
Dal racconto di Conrad è stato tratto nel 2005 il film Gabrielle diretto dal regista francese Patrice Chéreau e interpretato da Pascal Greggory e Isabelle Huppert; l'attrice vinse un Leone Speciale alla 62ª Mostra internazionale d'arte cinematografica di Venezia.